# Bukoveț, Boureni
Bukoveț (în ucraineană Буковець) este localitatea de reședință a comunei Bukoveț din raionul Boureni, regiunea Transcarpatia, Ucraina.

## Demografie
Componența lingvistică a localității Bukoveț
     Ucraineană (99,78%)
     Alte limbi (0,22%)
Conform recensământului din 2001, majoritatea populației localității Bukoveț era vorbitoare de ucraineană (99,78%), existând în minoritate și vorbitori de alte limbi.